# The Beatles Rarities
The Beatles Rarities (eller enbart Rarities) är titeln på två olika samlingsalbum med The Beatles utgivna omkring 1978-80. Det ena är en brittisk version utgiven på Parlophone (7C 056-06867), det andra en amerikansk version utgiven på Capitol (SHAL-12060) 1980.

## Brittiska Rarities
1978 gavs samtliga The Beatles LP-skivor ut i en mörkblå samlingsbox i stereoversion. Senare kom också en röd monobox. Vid denna tid räknades inte den amerikanska LP:n Magical Mystery Tour som original-LP. I stereoboxen ingick dessutom en bonusskiva kallad Rarities med inspelningar som vid denna tid antingen var lite udda eller svåra att få tag på. Till en början såldes skivan enbart som del av stereoboxen, men senare gick den attköpa separat. Till stor del innehöll boxen baksidor på singlar.
Producerad av George Martin, samtliga låtar skrivna av Lennon-McCartney om inte annat anges

### Låtlista brittiskaRarities
Sid 1.
1. Across the Universe (versionen från World Wild Life Funds välgörenhets-LP No One's Gonna Change Our World) 1969 stereo
2. Yes It Is (baksida på singeln Ticket To Ride) 1965 mono
3. This Boy (baksida på singeln I Want to Hold Your Hand) 1963 mono
4. The Inner Light (George Harrison) (baksida till singeln Lady Madonna) 1968 mono
5. I'll Get You (baksida påsingeln She Loves You) 1963 mono
6. Thank You Girl (baksida på singeln From Me To You) 1963 mono
7. Komm, gib mir deine Hand (tysk version av I Want to Hold Your Hand) 1963 stereo (anm. 1963 anges, men den tyska versionen kom 1964)
8. You Know My Name (Look Up the Number) (baksida på singeln Let It Be) 1970 stereo (anm. uppges vara stereo men låter mer som fejkstereo; låten kom ursprungligen enbart ut i mono och finns i mono på Past Masters)
9. Sie liebt dich (tysk version av She Loves You) stereo 1963 (anm. 1963 anges, men den tyska versionen kom 1964)

Sid 2.
1. Rain (baksida på singeln Paperback Writer) 1966 mono
2. She's a Woman (baksida på singeln I Feel Fine) 1964 mono
3. Matchbox (Carl Perkins) (ingick i EP:n Long Tall Sally) 1964 mono
4. I Call Your Name (ingick i EP:n Long Tall Sally) 1964 mono
5. Bad Boy (Larry Williams) (ingick i den amerikanska LP:n Beatles VI 1965 och den europeiska samlings-LP:n A Collection of Beatles Oldies But Goldies 1966) 1965 stereo
6. Slow Down (Larry Williams) (ingick i EP:n Long Tall Sally) 1964 mono
7. I'm Down (baksida på singeln Help!) 1965 mono
8. Long Tall Sally (Johnson-Penniman-Blackwell) (ingick i EP:n Long Tall Sally) 1964 mono

## Amerikanska Rarities
I USA hade Beatles skivor först kommit ut på mindre fristående bolag och fr.o.m. singeln I Want to Hold Your Hand på EMI-bolaget Capitol. De amerikanska LP-skivorna hade som regel färre låtar, annan låtsammansättning, ibland andra titlar, ibland andra versioner, ibland mono eller fejkstereo i stället för äkta stereo. Den amerikanska LP:n Rarities innehöll material som i USA ansågs udda. I vissa fall innebar detta att det var den brittiska versionen av en låt som presenterades.
Omslaget var ett s.k. utviksomslag. Inuti utviket fanns den ursprungliga omslagsbilden (slaktaromslaget) till den amerikanska LP:n The Beatles Yesterday and Today från 1966.
Alla låtar komponerade Lennon-McCartney om inte annat anges

### Låtar på amerikanska Rarities
Sid 1
1. Love Me Do (den ursprungliga singelversionen från 1962 med Ringo Starr på trummor) (mono)
2. Misery (från Beatles första europeiska LP Please Please Me 1963, tidigare enbart utgiven av Capitol på singel i liten upplaga i USA) - första gången utgiven av Capitol i stereo i USA (Låten hade dock funnits på albumet Introducing The Beatles på Vee-Jay Records.
3. There's a Place (från Beatles första LP Please Please Me 1963, för första gången utgiven av Capitol i USA - den hade dock funnits på Introducing The Beatles på Vee-Jay Records) stereo
4. Sie liebt dich (tysk version av She Loves You 1963-64 för första gången utgiven i USA) stereo
5. And I Love Her (udda version från den tyska versionen av LP:n Something New 1964) stereo
6. Help! (singelversionen från 1965 med annat sångpålägg än på LP-versionen) mono
7. I'm Only Sleeping (versionen från den europeiska LP:n Revolver 1966)- i USA kom låten ut något tidigare i annan mixning på LP:n Yesterday... and Today 1966) stereo
8. I Am the Walrus (ursprungligen från albumet Magical Mystery Tour 1967. Här har man kombinerat två sällsynta versionen - dels den europeiska stereoversionen, som har ett intro som repeteras sex gånger i stället för fyra, dels den amerikanska singelversionen med några extra takter i mitten. stereo

Sid 2.
1. Penny Lane Singel från 1967. I Storbritannien och England kom först en version med extra horn på slutet. Denna version fanns enbart i mono och distribuerades endast till ett antal radiostationer. Här är denna version i stereo. Penny Lane hade tidigare aldrig varit utgiven i äkta stereo i USA.
2. Helter Skelter från monoversionen av dubbel-LP:n The Beatles (White Album) 1968. Albumet hade inte varit utgivet i mono i USA. Helter Skelter är en av de låtar där mono- och stereoversionerna skiljer sig mest åt.
3. Don't Pass Me By (Richard Starkey) (Ringo Starrs första egna komposition från The Beatles (White Album) 1968. Även här presenteras för första gången monoversionen i USA. Monoversionen går något högre i hastighet och tonart och har delvis annat sångpålägg och annat violinspel.)
4. The Inner Light (George Harrison) (Tidigare enbart utgiven som baksida på singeln Lady Madonna 1968. Här i mono. Enligt baksidestexten existerade inte någon stereoversion. Senare har dock en sådan givits ut - till exempel på Past Masters.)
5. Across the Universe (versionen från World Wild Life Funds välgörenhets-LP No One's Gonna Change Our World 1969.) Stereo
6. You Know My Name (Look Up My Number) Tidigare enbart utgiven som baksida på singeln Let It Be. Mono. Även här hävdas att någon känd stereoversion inte finns. Observera att det står Look Up My Number i stället för Look Up The Number)
7. Sgt. Pepper Inner Groove. LP:n Sgt. Pepper's Lonely Hearts Club Band 1967 var den sista Beatles-LP där de europeiska och amerikanska versionerna skilde sig åt. Skillnaden var dock minimal. Den europeiska LP:n innehöll dock på sidan två ett innerspår som aldrig slutade (om inte skivspelare hade automatstopp). Här presenteras detta för första gången för en amerikansk publik.